# St-Pierre-St-Paul (Chambry)

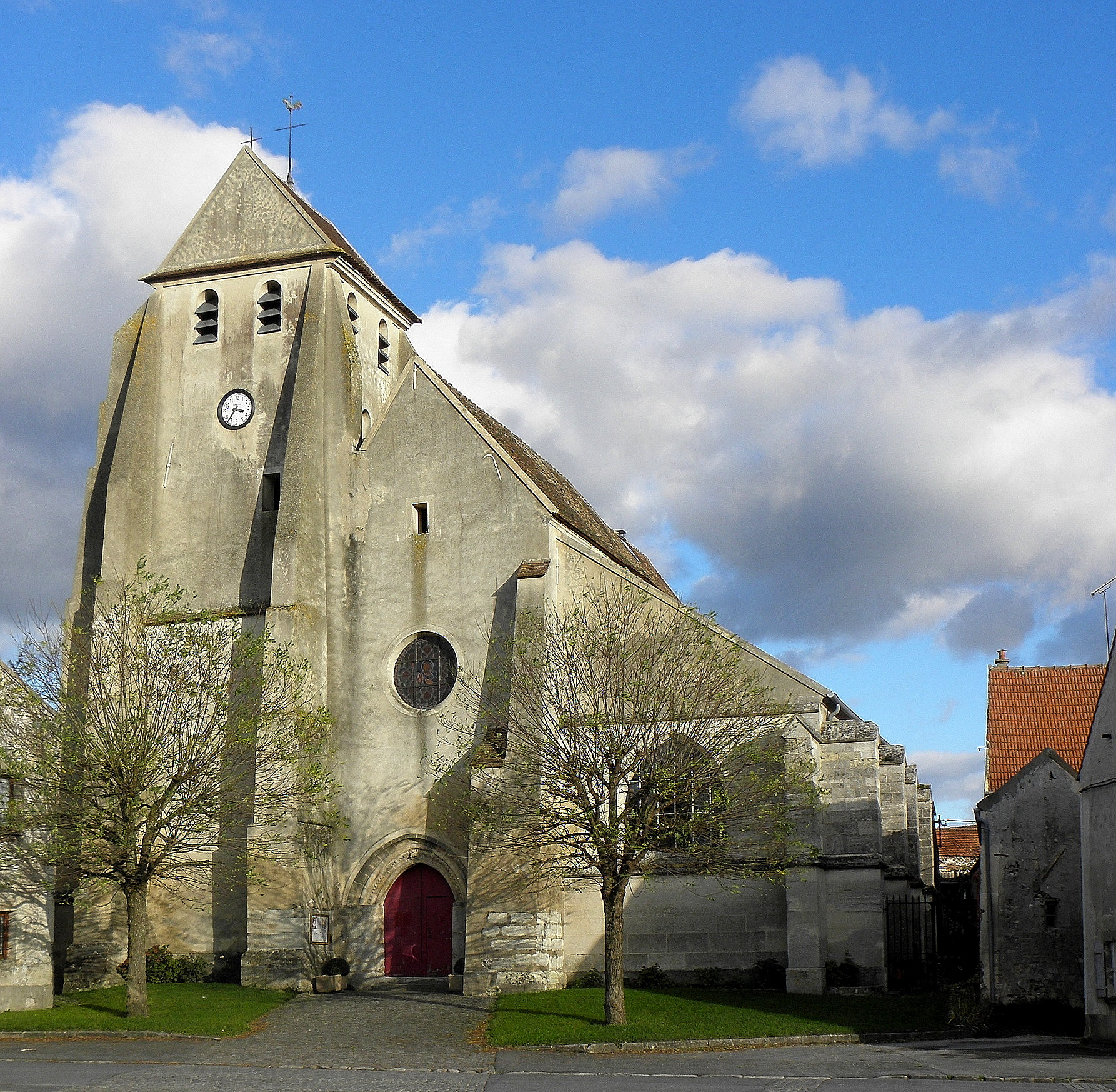
Kirche Saint-Pierre-et-Saint-Paul in Chambry

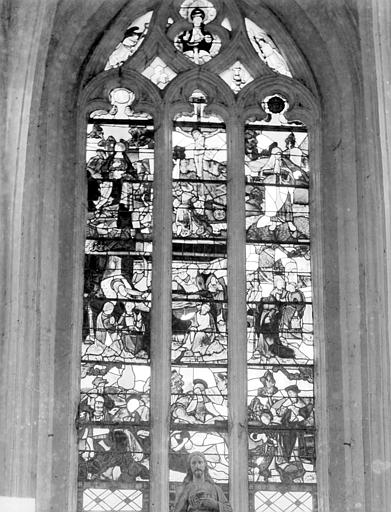
Renaissancefenster

Die katholische Pfarrkirche St-Pierre-St-Paul in Chambry, einer französischen Gemeinde im Département Seine-et-Marne in der Region Île-de-France, wurde Ende des 15. bzw. Anfang des 16. Jahrhunderts erbaut. Die Kirche in der Rue Ville ist seit 1916 als Monument historique klassifiziert.

## Geschichte
Die Kirche wurde an der Stelle eines romanischen Vorgängerbaus errichtet. Nach den Zerstörungen während des Zweiten Weltkriegs wurde die Kirche umfassend restauriert.

## Architektur
Die Kirche besitzt ein Langhaus mit vier Achsen und zwei Seitenschiffen. Der Chor schließt fünfeckig. Die Kapitelle der Säulen im Langhaus sind skulptiert.

## Renaissancefenster
Der Chor besitzt noch drei Bleiglasfenster aus der Renaissance mit den Darstellungen Marientod, Kreuzigung Christi und Grablegung Christi.